# José Cerviño Cerviño
José Cerviño Cerviño (Aldán, 21 de agosto de 1920 - Vigo, 18 de abril de 2012) fue un clérigo católico español. Fue obispo de Tuy-Vigo entre 1976 y 1996.

## Biografía
José nació el 21 de agosto de 1920, en Aldán, provincia de Pontevedra, España.  
Fue ordenado sacerdote el 6 de abril de 1946 de la Archidiócesis de Santiago de Compostela.

### Episcopado
El 4 de junio de 1968, fue nombrado Obispo Auxiliar de Santiago de Compostela. Fue ordenado como tal, el 28 de julio. 
El 8 de noviembre de 1976, fue nombrado obispo de Tuy-Vigo, donde desempeñó el cargo hasta su retiro el 7 de junio de 1996.
Falleció en un hospital de Vigo, el 18 de abril de 2012.

## Premio
- Vigués distinguido en 1997.